# Plaza Synchron
Die Plaza Synchron GmbH war ein deutsches Produktionsunternehmen für die Synchronisation von Fernsehserien mit Sitz in München.

## Geschichte
Das Synchronstudio wurde 1989 von Hans-Peter Kaufmann  gegründet und wurde anfangs noch unter dessen Filmproduktionsfirma Plaza Media GmbH geführt. Am 4. Mai 1990 erfolgte die Gründung der Plaza Synchron GmbH. Kaufmann hatte als Dialogbuchautor und -regisseur bereits Produktionen wie Pan Tau oder Die Märchenbraut zu verantworten und war für die Kirch-Gruppe als Generalbevollmächtigter in Hollywood tätig. Er spezialisierte sich auf die Synchronisation von US-amerikanischen Sitcoms, die zu dieser Zeit bei den deutschen Fernsehsendern als nicht adäquat ins Deutsche übertragbar galten. Zu den größten Aufträgen der Plaza Synchron zählten die bekannten Serien Roseanne, Eine schrecklich nette Familie, Wer ist hier der Boss?, Jede Menge Familie, Cheers, Die Nanny und Hör mal, wer da hämmert.
Der studierte Germanist Kaufmann schrieb für Hunderte von Serienfolgen die deutschen Dialogbücher. Er war dafür bekannt, Personen und Dinge, die in den USA bekannt waren, in Deutschland nach seiner Einschätzung durch hier bekannte Entsprechungen zu ersetzen. So fanden z. B. in Eine schrecklich nette Familie häufig Klausjürgen Wussow und Die Schwarzwaldklinik Erwähnung, was von den Zuschauern oft kritisiert wurde.
Die Gesellschaft, die auf dem Lodenfrey-Park an der Osterwaldstraße in München-Schwabing ansässig war, stellte im Jahr 2001 aufgrund mangelnder Aufträge den Betrieb ein.

## Produktionen
- Als die Tiere den Wald verließen
- Auf schlimmer und ewig
- California Dreams
- Caroline in the City
- Cheers
- Danger Mouse, 26 Folgen
- Eine schrecklich nette Familie, Staffeln 1–9
- Hör mal, wer da hämmert
- Jede Menge Familie
- Die Larry Sanders Show
- MADtv, Staffeln 1–3
- Der Mann an sich…
- Mit Schirm, Charme und Melone, 30 Folgen
- Die Nanny
- Ned & Stacey
- NewsRadio
- Party of Five
- Rock ’n’ Roll Daddy
- Roseanne, Staffeln 1–7
- Sailor Moon Staffel 1
- Silver Girls
- Sissi
- Taxi
- Tom & Jerry Kids
- Unter Brüdern
- Unsere verrückte Werkstatt
- Verrückt nach Dir
- Veronica
- Verducci und Sohn
- Wer ist hier der Boss?